# 해수의 아이
《해수의 아이》(일본어: 海獣の子供, 영어: Children of the Sea)는 2006년 2월호부터 2011년 11월호까지 월간 IKKI에서 연재된 일본의 작가 이가라시 다이스케(일본어: 五十嵐大介)가 그린 만화로 소녀 루카가 여름방학에 우연히 기묘한 출생의 비밀을 지닌 두 소년 우미와 소라를 만나고 교류하던 중 바다에 운석이 떨어져 세계에서 '백반'을 가진 물고기가 빛이 사라지는 현상이 일어나는 불가사의한 현상을 마주하는 이야기를 그리고 있다.
제38회 일본 만화가 협회상 우수상, 제13회 문화청 미디어 예술제 만화 부문 우수상에 선정되었다.
2007년 7월 30일부터 2012년 7월 30일까지 단행본 5권이 발행되었으며, 대한민국에서는 출판사 애니북스에서 2008년 8월 29일부터 2013년 9월 27일까지 단행본 5권이 발행되었다.

## 영화
2019년 6월 7일 STUDIO 4℃가 원작 만화를 각색한 극장판 애니메이션을 공개하였다.